# Hochhus
Hochhus är en bergstopp i Schweiz.   Den ligger i distriktet Wahlkreis Werdenberg och kantonen Sankt Gallen, i den östra delen av landet, 150 km öster om huvudstaden Bern. Toppen på Hochhus är 1 926 meter över havet, eller 275 meter över den omgivande terrängen. Bredden vid basen är 2,4 km.
Terrängen runt Hochhus är varierad. Runt Hochhus är det ganska tätbefolkat, med 120 invånare per kvadratkilometer.. Närmaste större samhälle är Sankt Gallen, 19,8 km norr om Hochhus. 
I omgivningarna runt Hochhus växer i huvudsak blandskog.